# Walter B. Beals

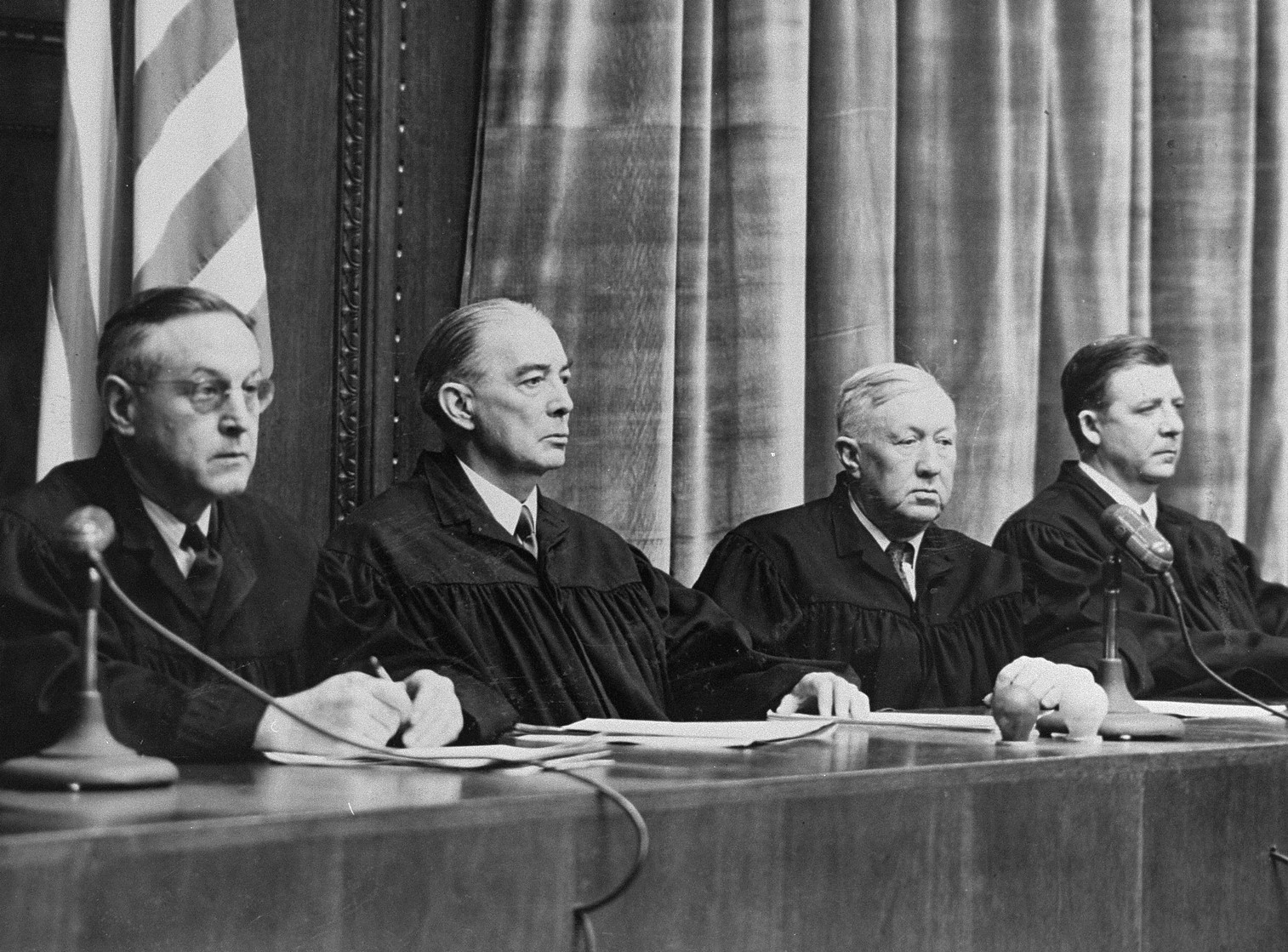
Walter B. Beals (2. von links) als Vorsitzender Richter beim Nürnberger Ärzteprozess
(1946)

Walter B. Beals (* 21. Juli 1876 in Saint Paul, Minnesota; † 18. September 1960) war ein US-amerikanischer Jurist, der unter anderem mit einer einjährigen Unterbrechung zwischen 1928 und 1951 Richter sowie von 1933 bis 1935 und erneut 1945 sowie 1946 Präsident (Chief Justice) des Obersten Gerichtshofes des Bundesstaates Washington (Washington Supreme Court) war. Er war vom 9. Dezember 1946 bis zum 20. August 1947 Vorsitzender beim Nürnberger Ärzteprozess.

## Leben

### Familiäre Herkunft, Studium und Rechtsanwalt
Beals, Sohn von James Burrill Beals und dessen Ehefrau Katherine McMillan Beals, war ein Nachfahre von Roger Williams, der als Vater des amerikanischen Baptismus und Vorkämpfer der Religionsfreiheit sowie als früher Vertreter der Trennung von Kirche und Staat gilt und 1636 die Colony of Rhode Island and Providence Plantations gründete. Zu seinen Vorfahren gehörte ferner James Burrill, der zwischen 1816 und 1817 Präsident des Obersten Gerichtshofes von Rhode Island (Rhode Island Supreme Court) und anschließend von 1817 bis 1820 US-Senator für Rhode Island war. Er selbst besuchte Schulen in Saint Paul und schloss dort 1895 die High School ab. Danach begann er dort ein Studium der Rechtswissenschaften bei einem Rechtsanwalt, musste dieses allerdings krankheitsbedingt zunächst abbrechen und zog daraufhin nach Bellingham an der Pazifikküste. Nach seiner Genesung arbeitete er als Schindelmacher in einem Sägewerk, ehe er 1899 sein Studium der Rechtswissenschaften an der University of Washington fortsetzte. 1901 schloss er sein Studium mit einem Bachelor of Laws (LL.B.) ab und nahm daraufhin eine Tätigkeit als Rechtsanwalt in der Anwaltskanzlei von Fred Rice Power.
Nach dem Tode Powers eröffnete Beals eine eigene Anwaltskanzlei in Seattle und trat als Mitglied der Republikanischen Partei bei, wobei er zunächst kein öffentliches Amt anstrebte. 1904 heiratete er seine Kommilitonin Othilia Gertrude Carroll, die bis dahin als Rechtsanwältin in der Kanzlei ihres Vaters und Bruders in Seattle tätig war.

### Erster Weltkrieg und Richter am Superior Court
Beals trat 1909 als Gefreiter der Infanterie in die Nationalgarde Washingtons ein und wurde dort zuletzt zum Major befördert. Nach dem Kriegseintritt der Vereinigten Staaten in den Ersten Weltkrieg 1917 trat er in die US Army ein und wurde im August 1917 Mitarbeiter im Judge Advocate General’s Corps. In der Folgezeit fand er bis Ende 1918 Verwendung in Frankreich und nahm auch an der Maas-Argonnen-Offensive der American Expeditionary Forces teil. Für seine dortigen Verdienste wurde er zum Oberstleutnant befördert und zum Mitglied der Ehrenlegion ernannt. Nach Kriegsende blieb er zunächst in Europa und fungierte als Verbindungsoffizier zur französischen Regierung.
Nach seiner Rückkehr in die USA kandidierte Beals im September 1919 für einen der drei freien Richtersitze im Obersten Gerichtshof von Washington, unterlag jedoch mit mehr als 30.000 Stimmen. Im November 1919 gehörte er neben Theodore Roosevelt, Jr. zu den Mitgründern der Amerikanischen Legion. 1923 ernannte ihn der Stadtrat von Seattle zum Ersten Stellvertretenden Rechtsberater (First Assistant Corporate Counsel) der Stadt. Drei Jahre später wurde er 1926 vom republikanischen Gouverneur von Washington, Roland H. Hartley, zum Richter am Obergericht von King County (King County Superior Court) berufen, wodurch sich sein langjähriges Streben nach einer Richterlaufbahn erfüllte.

### Oberster Gerichtshof von Washington und Nürnberger Ärzteprozess
Zwei Jahre später wurde Beals im April 1928 von Gouverneur Hartley zum Richter des Obersten Gerichtshofes des Bundesstaates Washington (Washington Supreme Court) berufen und gehörte diesem zunächst vom 16. April 1928 bis zum 1. Oktober 1946 an. Während dieser Zeit war er vom 9. Januar 1933 bis 14. Januar 1935, vom 8. Januar bis zum 18. Dezember 1945 sowie zum dritten Mal vom 7. Mai bis 1. Oktober 1946 Chief Justice und damit Präsident des Obersten Gerichtshofes von Washington.
Im Oktober 1946 wurde Beals, der mittlerweile Oberst der Reserve war, in den aktiven Militärdienst zurückbeordert, um die Funktion als Vorsitzender Richter beim Nürnberger Ärzteprozess zu übernehmen, dem ersten der zwölf Nürnberger Nachfolgeprozesse im Nürnberger Justizpalast. Angeklagt waren 20 KZ-Ärzte sowie ein Jurist und zwei Verwaltungsfachleute als Organisatoren von Medizinverbrechen. 14 der Angeklagten waren bereits im Prozess gegen die Hauptkriegsverbrecher als verantwortlich benannt worden. Einige Täter waren verstorben, hatten Suizid begangen oder waren bereits in den Dachauer Prozessen verurteilt worden. Der Verbleib mancher Täter war unbekannt und Beweismaterial noch nicht verfügbar. Die endgültige Auswahl der Angeklagten orientierte sich deshalb an dem Ziel, führende Vertreter der „staatlichen medizinischen Dienste“ des nationalsozialistischen Staates anzuklagen, um das Wirken des verbrecherischen Systems und nicht nur verbrecherischer Einzelpersonen zu demonstrieren. Von den 23 Angeklagten wurden am 20. August 1947 sieben zum Tode verurteilt, fünf zu lebenslangen Haftstrafen und vier zu Haftstrafen zwischen 10 und 20 Jahren. Sieben Angeklagte wurden freigesprochen.
Nach Abschluss des Nürnberger Ärzteprozesses kehrte Beals am 10. September 1947 in sein Amt als Richter am Washington Supreme Court zurück und blieb bis zum 10. September 1951 in dieser Funktion.

## Hintergrundliteratur
- C. S. Reinhart: The History of the Supreme Court of the Territory and State of Washington, S. 81
- Lloyd Spencer/ Lancaster Pollard: A History of the State of Washington, Band 4 (1937), S. 526

## Weblink
- Justice Walter B. Beals (Memento vom 9. Oktober 2011 im Internet Archive) auf der Homepage Temple of Justice. The history, people, and cases of the Washington State Supreme Court